# Franz Xaver Widenhofer
Franz Xaver Widenhofer (* 13. April 1708 in Fulda; † 11. Februar 1755 in Würzburg) war ein deutscher Jesuit, Theologe, Philosoph und Hochschullehrer. Er gilt als der Begründer der Wissenschaft vom Alten Testament an der Würzburger Universität.

## Leben
Widenhofer trat am 12. Juli 1729 in den Jesuitenorden ein. Er absolvierte ein Studium der Theologie und der orientalischen Sprachen in Rom. Nach seiner Rückkehr wirkte er als Lehrer der Schönen Wissenschaften an den Jesuitenkollegien von Mannheim und Heidelberg. 
Widenhofer erhielt an der Universität Würzburg eine Professur der Philosophie und nach 1740 eine Professur der Theologie. Er lehrte zunächst polemische Theologie, dann alttestamentliche Exegese und Hebräisch. Am 20. Mai 1749 wurde er in Würzburg zum Doktor der Theologie promoviert. Er gilt als der Begründer der Wissenschaft vom Alten Testament an der Würzburger Universität. Sein Nachfolger auf dem Würzburger Lehrstuhl war sein Schüler Nicolaus Zillich, der die Wissenschaft vom Alten Testament in Würzburg fortführte. Ein weiterer Schüler war der Jesuit Jacob Hardmann.
Widenhofer gab 1752 einen Catholischen Catechismus für Volksschulen heraus, der bis 1823 Diözesankatechismus des Würzburger Bistums war und vielmals neu aufgelegt wurde.

## Werke (Auswahl)
- Rudimenta Hebraica paucis ad linguam sacram facile addiscendam praeceptionibus comprehensa, Kleyer, Würzburg 1747.
- Sacrae Scripturae dogmatice et polemice explicatae Pars prima sive Testamentum Vetus, 2 Bände, Veith, Würzburg 1749–1753.
- Das Heiligste Meß-Opffer: Von dem Propheten Malachia C. I. V. II. vorgesagt, Kleyer, Würzburg 1751.
- Das unblutige Opffer Jesu Christi des hohen Priesters in Ewigkeit nach der Ordnung Melchisedechi Von Davide ... Ps. 109. vorgesagt, Veith, Würzburg 1752.
- Zwey Hundert Schrifft-Exempel In dem Catechismo Des Hochstiffts Wirtzburg, Engmann, Würzburg 1756.